# 对突叶蝉属
对突叶蝉属（学名：Decursusnirvana）为叶蝉科的一个属。

## 下属物种
本属包括以下物种：
- 端黑对突叶蝉 Decursusnirvana excelsa (Melichar, 1902)
- 纵带对突叶蝉 Decursusnirvana fasciiformis Gao & Zhang, 2014